# 滑石
滑石（かっせき、英: talc、タルクまたはtalcum）は、珪酸塩鉱物の一種でフィロケイ酸塩鉱物に分類される鉱物。あるいはこの鉱物を主成分とする岩石の名称。世界的にはタルク（talc）のほか、ステアタイト（凍石）、ソープストーン（石鹸石）、フレンチチョーク、ラバとも呼ばれることもある。

## 滑石（鉱物）
滑石は、水酸化マグネシウムとケイ酸塩からなる鉱物で、粘土鉱物の一種である。
組成式は{\displaystyle {\ce {Mg3Si4O10(OH)2}}}である。蛇紋石（{\displaystyle {\ce {Mg3Si2O5(OH)4}}}）が熱水変質、あるいは苦灰石（{\displaystyle {\ce {CaMg(CO3)2}}}）が接触変成してできる。
{\displaystyle {\ce {{2Mg3Si2O5(OH)4}+3CO2->{Mg3Si4O10(OH)2}+{3MgCO3}+3H2O}}}
{\displaystyle {\ce {{3CaMg(CO3)2}+{4SiO2}+H2O->{Mg3Si4O10(OH)2}+{3CaCO3}+3CO2}}}

### 性質
白色鉱物の一種で、粉末は滑沢性をもつ。滑石はモース硬度1の基準となる標準物質で、ろう石よりも軟らかく粉砕しやすい。

### 用途

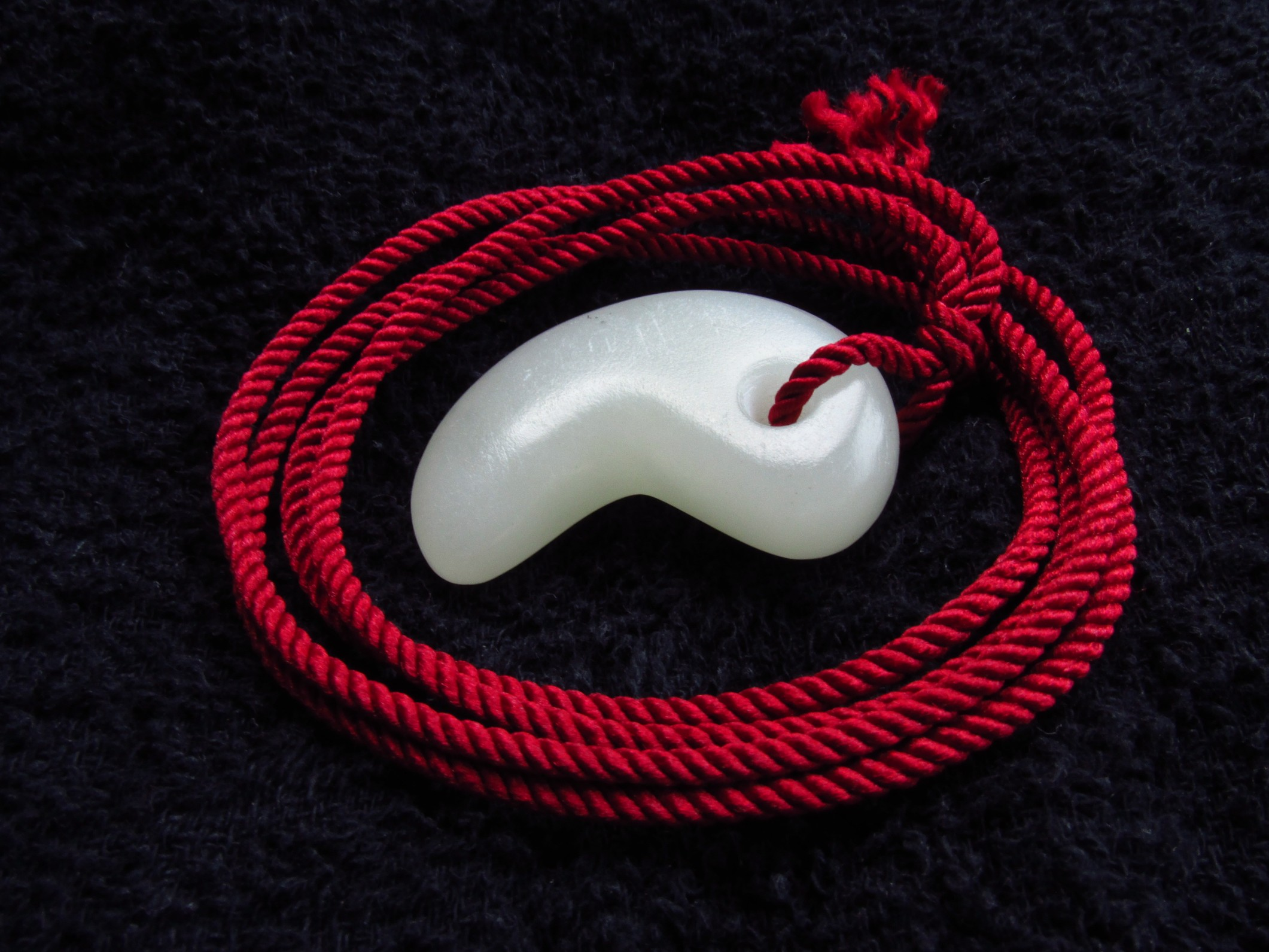
滑石の柔らかさを利用した勾玉作り体験（三内丸山遺跡）

製紙用の填料、プラスチック用あるいはゴム用の充填剤、陶磁器原料、化粧品用の顔料、医薬品（錠剤）用潤沢剤、農薬用担体、塗料用の顔料や増量剤に用いられる。
- 食品添加剤としては、既存添加剤、製造用剤に分類される[3][4]。欧州連合（EU）内の食品添加物分類番号であるE番号では「553b」が割り当てられている[5]。
- ベビーパウダーの主原料である[2]。ベビーパウダーをタルカムパウダーと呼ぶ事があるのは、滑石の英語名talcumに由来する。
- 印材としても用いられ、印材用には中国の山東省平度県産のものなどが販売されている[2]。
- ろう石と同じく石筆として工事用のマーキングなどにも用いられる（石筆にはタルク成分を不純物として含むものもある）[6]。日本では明治時代に学校教育が始まると石板（粘板岩の板）とともに石筆（ろう石や滑石を鉛筆状に削ったもの）が広く使われるようになり、特に東日本では「石筆」として滑石が駄菓子屋などでも販売された[2]。
- 社会科や図画工作などで勾玉づくりの教材にも利用されている[7]。
- 利尿作用、消炎作用があるとされ、中国では硬滑石の名で用いられる。一方、猪苓湯（ちょれいとう）、防風通聖散（ぼうふうつうしょうさん）などの漢方薬に配合されるのは、ハロイサイト、カオリンなどからなる軟滑石である。第十六改正日本薬局方には「カッセキ」の項に「本品は鉱物学上の滑石とは異なる」と記載されている。
- 悪性胸水患者に対する胸膜癒着術に用いられる。日本における製品名は「ユニタルク」（製造販売：ノーベルファーマ）。

### 安全性
滑石（タルク）自体はアスベスト（石綿）とは異なるものだが、産地によってはこれらの有害な物質が含まれている場合があることが知られている。品質により含有量は大きく変わるが、不純物としてアスベストを含有することで中皮腫を誘発することがある。

## 滑石（岩石）
滑石は、輝石、角閃石、カンラン石といったマグネシウムのケイ酸塩を主成分とする鉱物から成る岩石が熱水変成して生じる変成岩であり、前述の鉱物を主成分とし、他の鉱物と混ざった状態で産出することが多い。

## 産出地

### 国外
世界最大の滑石の産出国は中国である。2013年には220万トンを産出し、これは2位のインド（66万3千トン）の3倍以上にあたる。ほかにブラジルやアメリカ合衆国が主要な産出国である。
グローバル・ウィットネスのレポートによれば、アフガニスタンのナンガルハール州から産出される滑石はISILの資金源にあてられている紛争鉱物である。

### 国内
北海道松前、茨城県日立市 など